# Bomba al fosforo bianco

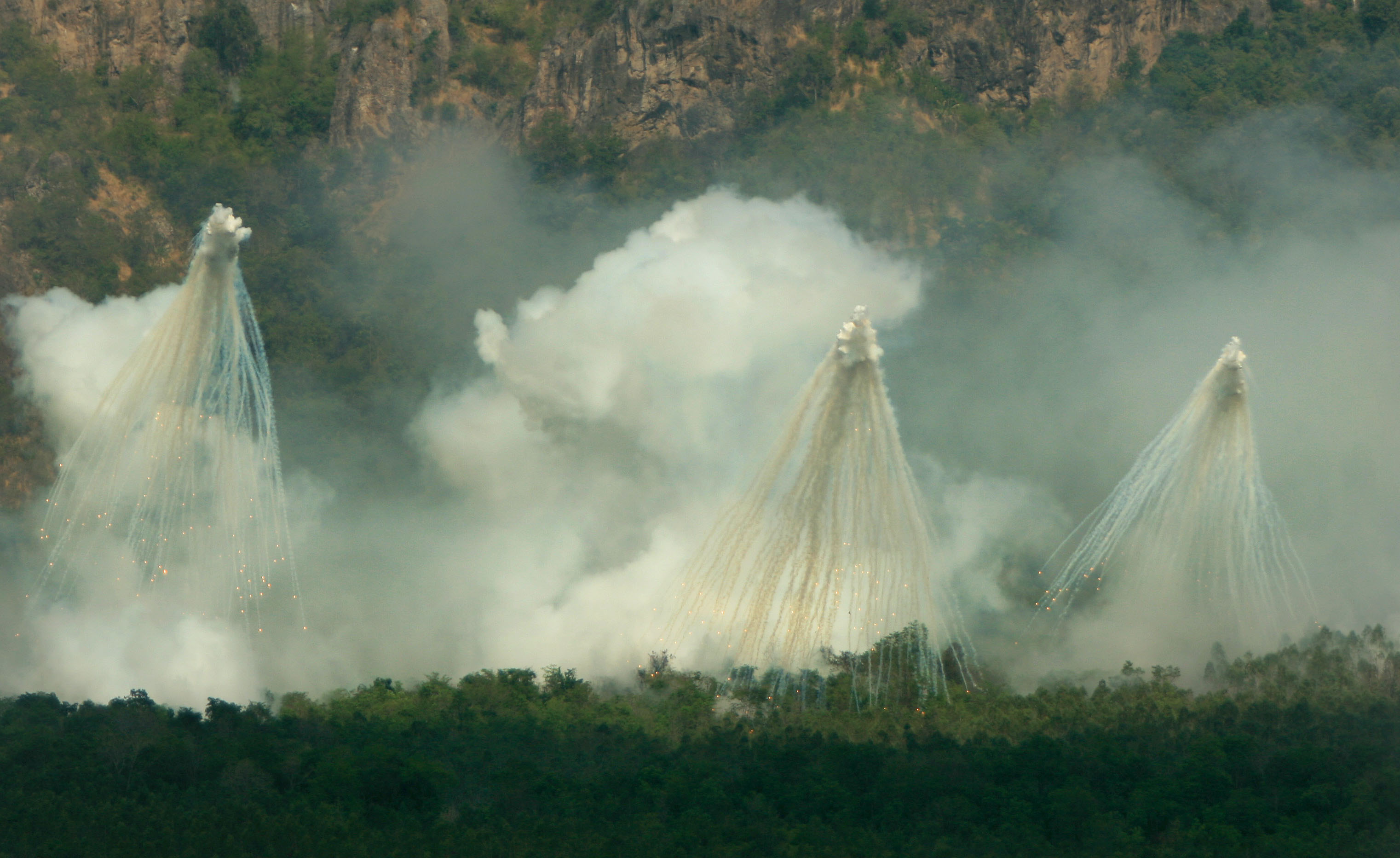
Esempio di esplosione di una bomba al fosforo

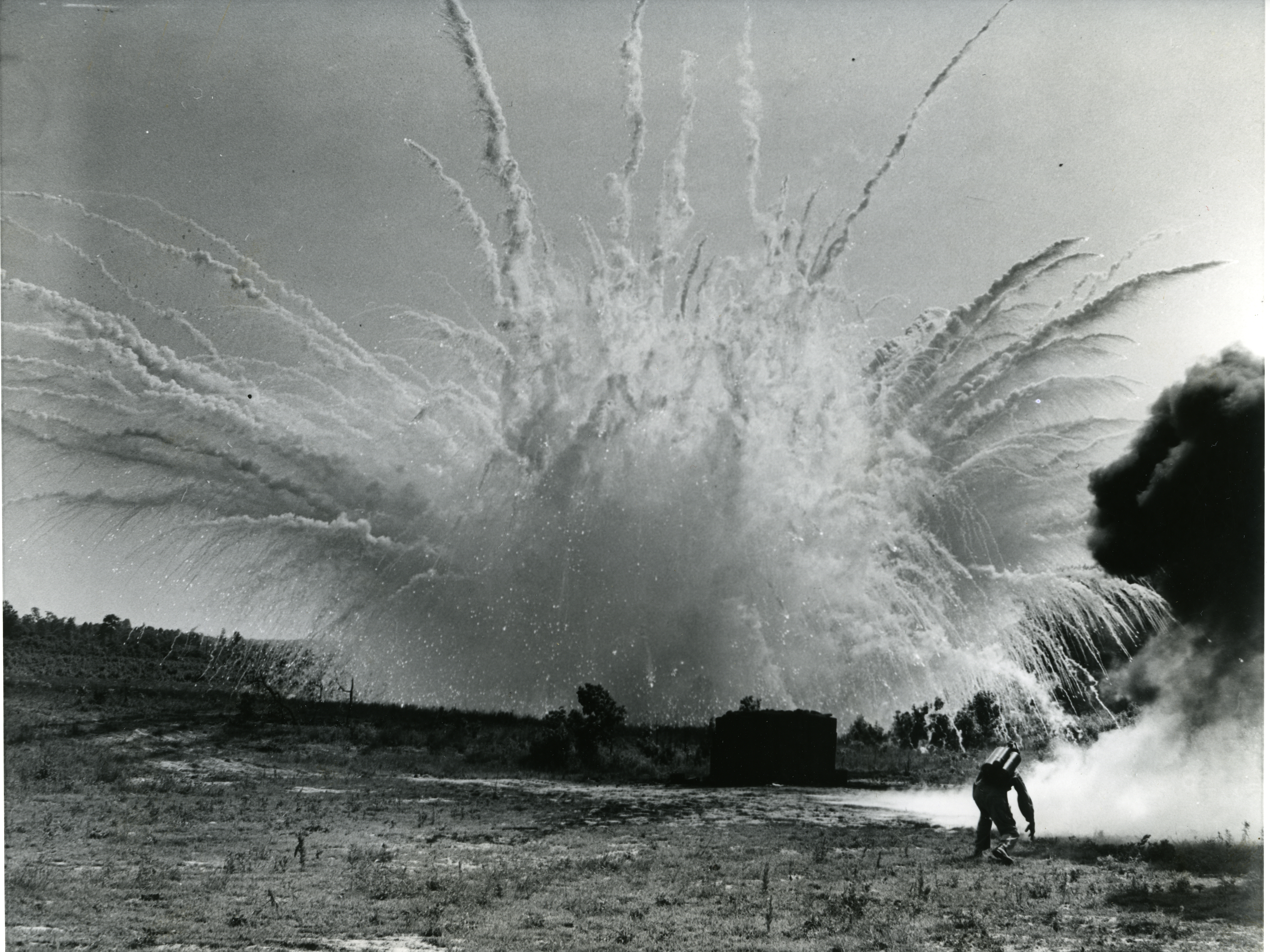
Test di una bomba al fosforo

La bomba al fosforo bianco, nota anche come arma al fosforo o munizione al fosforo bianco, è un tipo di ordigno bellico contenente un composto a base di fosforo bianco che brucia rapidamente e causa incendi.
Viene utilizzato anche in miscela con altri composti, come per esempio la gomma naturale, e usata in vario modo come ordigno incendiario oppure per creare una cortina fumogena.
L'impiego di questa tipologia di ordigni causa gravi danni sulla salute umana, come ustioni e irritazioni all'apparato respiratorio.

## Legittimità di impiego secondo i trattati internazionali
La legittimità dell'impiego di dispositivi militari al fosforo bianco è regolamentata dalla convenzione delle Nazioni Unite su certe armi convenzionali che pur permettendone l'uso ne restringe il campo di applicazione.

## Utilizzo nei conflitti
Le prime tracce di utilizzo del fosforo bianco in bombe incendiarie risale al 1915 durante la prima guerra mondiale. 
In seguito furono poi impiegate anche durante la seconda guerra mondiale.
Nel secondo dopoguerra sono state usate (o si è ritenuto che siano state usate) dagli Stati Uniti durante la guerra del Vietnam — ove furono soprannominate dai soldati Willie Pete —, la seconda guerra del Golfo, la guerra in Afghanistan e l'intervento militare contro lo Stato Islamico ; dal Regno Unito durante la guerra delle Falkland; Papua Nuova Guinea durante la guerra civile di Bougainville; da Israele durante la Guerra del Libano del 2006 e a Gaza durante l’Operazione Piombo fuso; dall'Azerbaigian durante la guerra del Nagorno Karabakh del 2020; dalla Russia nella prima guerra cecena, guerra in Ucraina (2022) e secessionisti filo-russi nella Guerra del Donbass; Siria durante la guerra civile siriana.